# Rêve d'Udon
Rêve d'Udon est un cheval de course trotteur français, né en 1983 et mort en 2003. Il participait aux courses de trot. Il est le fils d'Éjakval et de Mavia du Viver (par Ursin L).

## Élevage
Rêve d'Udon nait le 30 avril 1983 de parents de tailles inférieures aux standards de la race, à tel point que son naisseur, Jean Boisard, s'est interrogé lorsqu'il s'est rendu compte qu'il allait faire saillir sa petite jument Mavia du Vivier par Éjakval, un étalon d'1,57 m au garrot,. En fait, Rêve d'Udon mesurera 1,70 m.
Le cheval est acquis à 18 mois en copropriété par Alain et Bernard Desmontils, l'éleveur en conservant une part. Il courra sous les couleurs de Bernard Desmontils, également son entraineur et dont l'écurie est à Saint-Pierre-la-Cour, en Mayenne.

## Carrière de courses
Cheval assez tardif, Rêve d'Udon débute à Vincennes à l'automne de ses 3 ans. C'est d'abord au monté qu'il s'impose parmi les ténors de sa génération, dont il prend la tête au printemps 1987 en remportant le Prix du Président de la République. Il enchaîne ensuite les bonnes performances au monté, puis commence à défier les meilleurs à l'attelé à 5 ans, en se plaçant dans plusieurs courses semi-classiques. Comme l'année précédente, il finit par s'imposer en leader de sa génération à l'attelé en s'adjugeant le Critérium des 5 ans, tout en confirmant ses dispositions au monté, en terminant deuxième du Prix de Normandie de sa contemporaine Reine du Corta.
Fin 1988, Rêve d'Udon affronte avec succès les chevaux d'âge dans les courses préparatoires au Prix d'Amérique, se plaçant dans les Prix du Bourbonnais et de Bourgogne, remportés tous deux par l'incomparable crack Ourasi. En janvier 1989, il se présente au départ du Prix de Cornulier, la plus grande course de trot monté, qu'il remporte très facilement, reléguant au loin sa rivale Reine du Corta, qui s'imposera l'année suivante. En pleine possession de ses moyens, il tente le doublé avec le Prix d'Amérique, dans lequel personne n'imagine autre chose qu'une quatrième victoire d'Ourasi, en pleine forme et plus favori que jamais. Mais Rêve d'Udon, rate son départ et se voit disqualifié dès les premiers mètres de course, laissant d'immenses regrets à ses partisans, qui en avaient fait leur troisième favori derrière l'Américain Napoletano : cette année-là en effet, Vincennes connut la surprise du siècle : "le roi fainéant" Ourasi était "prenable" et termina seulement troisième. C'était l'année où jamais pour rafler la mise, et nul ne sait si Rêve d'Udon n'y serait pas parvenu sans cette faute au départ. Après deux accessits dans le Prix des Centaures (sa dernière apparition au trot monté) et le Prix de Sélection, il le prouvera dans le Prix de Paris, dans lequel il s'avère le seul à être capable de rivaliser avec Ourasi, qui le devance finalement. Durant l'année 1989, Rêve d'Udon enchaîne les victoires, s'offrant un nouveau groupe 1 à Vincennes avec le Prix René Ballière, dans lequel il prend sa revanche sur un Ourasi alors au meilleur de sa forme, restant sur plusieurs succès. Il effectue également sa première tentative à l'étranger, s'adjugeant l'Elite-Rennen en Allemagne au mois de juillet. Mis au repos jusqu'en décembre, il s'annonce comme l'un des grands favoris du Prix d'Amérique 1990, eu égard à sa facile victoire dans le Prix de Bourgogne. Mais il doit renoncer à prendre le départ, en raison d'une blessure, laissant Ourasi s'en aller quérir un quatrième, ultime et historique succès dans l'épreuve reine.
Désormais âgé de 7 ans, Rêve d'Udon réussit un come-back gagnant en avril, dans le Prix de l'Atlantique. Il aligne les succès, conservant son titre dans le René Ballière et l'Elite-Rennen. En août, il tente l'aventure américaine en représentant la France en compagnie de Tipouf, au départ de l'International Trot, le championnat du monde de trot à Rosevelt Raceway de New York : il y remporte un brillant succès, agrémenté d'un record de vitesse. Auréolé de son titre mondial, il enchaîne trois semaines plus tard par une nouvelle victoire au plus haut niveau dans le Grand Prix d'Aby, où il ne laisse aucune chance à la phénomène américaine Peace Corps, qui sème la terreur en Europe depuis son arrivée au printemps. De retour à Vincennes pour le meeting d'hiver, il doit faire face à un autre phénomène, l'invaincu Ténor de Baune, qui le devance dans un Prix d'Amérique qui décidément ne veut pas s'offrir à lui. Placé dans le Prix de France et le Prix de Paris, il reprend le cours de ses victoires au printemps, conserve son titre dans le Prix de l'Atlantique, avant de s'envoler à New York défendre sa couronne mondiale face à une Peace Corps revenue au pays natal, et en quête de revanche après sa défaite à Aby. La lutte entre ces deux grands champions est extraordinaire, mais Rêve d'Udon doit s'avouer vaincu, battu d'un souffle par la jument américaine. À l'automne 1990, enchaîne les victoires, dont un Prix d'Été et un nouveau groupe 1 en Allemagne, le Grosser Preis von Bild. Au début du meeting d'hiver, ses places dans les courses préparatoires au Prix d'Amérique font de lui l'un des favoris de l'épreuve-reine. Mais une blessure récurrente au tendon détruit les espoirs de son entourage : le champion doit déclarer forfait dans une édition de l'Amérique qui semblait rétrospectivement largement à sa portée, et doit mettre fin à sa carrière.
Rêve d'Udon ne remportera jamais le Prix d'Amérique, mais quitte la scène avec un palmarès hors normes - vainqueur notamment des officieux championnat du monde attelé et monté. Seuls Bellino II et Jag de Bellouet pouvant se prévaloir d'une carrière aussi riche dans les deux disciplines que ce cheval d'une exceptionnelle régularité (hormis les courses où il a été distancé, il n'a, à partir de ses 5 ans, jamais fini au-delà de la cinquième place, terminant 62 de ses 79 sorties dans les trois premiers), qui a dû faire face à des phénomènes (Ourasi, Peace Corps, Ténor de Baune) et n'a pas eu la reconnaissance qu'il méritait.
Rêve d'Udon est mort en décembre 2003.

## Palmarès
France

### Attelé
- Critérium des 5 ans (Gr.1, 1988)
- Prix René Ballière (Gr.1, 1989, 1990)
- Prix de l'Atlantique (Gr.1, 1990, 1991)
- Grand Prix du Sud-Ouest (Gr.2, 1991)
- Prix d'Été (Gr.2, 1991)
- Prix de Bourgogne (Gr.2, 1990)
- Prix des Ducs de Normandie (Gr.2, 1989, 1990)
- Prix de la Société d'encouragement (Gr.2, 1989, 1990)
- Prix de la Société des steeple-chases de France (Gr.2, 1989)
- Grand Prix des Sociétés de courses du Nord (Gr.3, 1991)
- Grand Prix Anjou-Maine (Gr.3, 1991)
- Prix de la Ville de Caen (Gr.3, 1988)
- 2e Prix d'Amérique (Gr.1, 1991)
- 2e Prix de Paris (Gr.1, 1989)
- 2e Prix de Sélection (Gr.1, 1989)
- 2e Prix de l'Atlantique (Gr.1, 1989)
- 2e Prix d'Été (Gr.2, 1988)
- 2e Prix de Bourgogne (Gr.2, 1990, 1991)
- 2e Prix de la Société des steeple-chases de France (Gr.2, 1990)
- 3e Prix de France (Gr.1, 1991)
- 3e Prix de Bretagne (Gr.2, 1991)
- 3e Prix de Bourgogne (Gr.2, 1988)
- 3e Prix de Belgique (Gr.2, 1991)
- 3e Prix Henri Levesque (Gr.2, 1988)
- 3e Prix Jockey (Gr.2, 1988)
- 4e Prix de Paris (Gr.1, 1991)
- 5e Prix de Washington (Gr.2, 1990)

### Monté
- Prix de Cornulier (Gr.1, 1989)
- Prix du Président de la République (Gr.1, 1987)
- Prix Henri Ballière (Gr.2, 1987)
- Prix Léon Tacquet (Gr.2, 1988)
- Prix Louis Forcinal (Gr.2, 1988)
- 2e Prix de Normandie (Gr.1, 1988)
- 2e Prix Philippe du Rozier (Gr.2, 1987)
- 2e Prix Émile Riotteau (Gr.2, 1988)
- 2e Prix Camille Blaisot (Gr.2, 1988)
- 2e Prix Paul Bastard (Gr.2, 1988)
- 3e Prix des Centaures (Gr.1, 1988, 1989)

 États-Unis
- International Trot (1990)
- 2e International Trot (1991)

 Allemagne
- Elite-Rennen (Gr.1, 1989, 1990)
- Grosser Preis von Bild (Gr.1, 1991)
- 2e Grosser Preis von Gelsenkirchen (Gr.2, 1991)

 Suède
- Åby Stora Pris (Gr.1, 1990)

## Au haras
Entré au haras en 1992, Rêve d'Udon est devenu un étalon de premier plan. Il fut classé deux fois 9e étalon français par les gains. Ses produits ont accumulé près de 19 000 000 € de gains et plus de 1 000 victoires.
Il a donné plusieurs chevaux de haut niveau, tels Glissando 1'12, Historien 1'14 (3e du Prix de Cornulier), Kiss Français 1'13 ou Nepeta 1'12 (étalon en Suède où il a donné le champion Attraversiamo 1'10, vainqueur du Svenskt Travderby et troisième de l'Elitloppet).
Surtout, il est le père de deux cracks :
- Le champion international suédois Revenue 1'09, vainqueur de 49 courses parmi lesquelles le Grand prix de Rome (deux fois), l'Elite-Rennen (deux fois), le Hugo Åbergs Memorial, la Copenhague Cup, ainsi que le Nat Ray et les Allerage Farms Series aux États-Unis. Vainqueur de la Coupe du Monde de Trot en 2003, il remporte également le Prix de l'Île-de-France au trot monté. Devenu étalon, il est notamment le père du crack américain Market Share 1'08 (Hambletonian, Breeders' Crown, Canadian Trotting Classic, Maple Leaf Trot...)
- Le Français Offshore Dream 1'10, double vainqueur du Prix d'Amérique (2007 et 2008), vainqueur du Critérium Continental et du Championnat européen des 5 ans, 2e du Critérium des 5 ans.

Ses derniers produits sont nés en 2003 (génération des P).

## Origines
| Origines de Rêve d'Udon, mâle, bai. | Origines de Rêve d'Udon, mâle, bai. | Origines de Rêve d'Udon, mâle, bai. | Origines de Rêve d'Udon, mâle, bai. |
| ----------------------------------- | ----------------------------------- | ----------------------------------- | ----------------------------------- |
| Père Éjakval                        | Kerjacques                          | Quinio                              | Hernani III                         |
| Père Éjakval                        | Kerjacques                          | Quinio                              | Germaine                            |
| Père Éjakval                        | Kerjacques                          | Arlette III                         | Loudéac                             |
| Père Éjakval                        | Kerjacques                          | Arlette III                         | Maggy II                            |
| Père Éjakval                        | Quadrivalse                         | Flocon II                           | Kriss                               |
| Père Éjakval                        | Quadrivalse                         | Flocon II                           | Amazone V                           |
| Père Éjakval                        | Quadrivalse                         | Valse F                             | Doelman P                           |
| Père Éjakval                        | Quadrivalse                         | Valse F                             | Qualie T                            |
| Mère Mavia du Vivier                | Ursin L                             | Mario                               | Carioca II                          |
| Mère Mavia du Vivier                | Ursin L                             | Mario                               | Fallada II                          |
| Mère Mavia du Vivier                | Ursin L                             | Kava Williams                       | Ogaden                              |
| Mère Mavia du Vivier                | Ursin L                             | Kava Williams                       | Ludmilla II                         |
| Mère Mavia du Vivier                | Traviata III                        | Job                                 | Loudéac                             |
| Mère Mavia du Vivier                | Traviata III                        | Job                                 | Cybèle                              |
| Mère Mavia du Vivier                | Traviata III                        | Naïve L                             | Aristo                              |
| Mère Mavia du Vivier                | Traviata III                        | Naïve L                             | Henriette de Baupré                 |

## Liens
- La vidéo de l'International trot 1990